# Actinote crucis
Actinote crucis är en fjärilsart som beskrevs av Jordan 1913. Actinote crucis ingår i släktet Actinote och familjen praktfjärilar. Inga underarter finns listade i Catalogue of Life.